# Yúquiz
Yúquiz är en ort i Mexiko.   Den ligger i kommunen Tuxtla Gutiérrez och delstaten Chiapas, i den sydöstra delen av landet, 700 km öster om huvudstaden Mexico City. Yúquiz ligger 740 meter över havet och antalet invånare är 473.
Terrängen runt Yúquiz är kuperad åt sydväst, men åt nordost är den bergig. Terrängen runt Yúquiz sluttar söderut. Runt Yúquiz är det mycket tätbefolkat, med 1 463 invånare per kvadratkilometer. Närmaste större samhälle är Tuxtla Gutiérrez, 3,9 km söder om Yúquiz. I omgivningarna runt Yúquiz växer huvudsakligen savannskog.